# Surinam ved OL
Surinam deltog første gang i olympiske lege under sommer-OL 1960 i Rom og har siden deltaget i alle efterfølgende sommerlege bortset fra 1964 i Tokyo og 1980 i Moskva. Surinam har aldrig deltaget i vinterlegene. 

## Medaljeoversigt
| Surinams medaljer under de olympiske sommerlege | Surinams medaljer under de olympiske sommerlege | Surinams medaljer under de olympiske sommerlege | Surinams medaljer under de olympiske sommerlege | Surinams medaljer under de olympiske sommerlege | Surinams medaljer under de olympiske sommerlege |
| ----------------------------------------------- | ----------------------------------------------- | ----------------------------------------------- | ----------------------------------------------- | ----------------------------------------------- | ----------------------------------------------- |
| Lege                                            | Guld                                            | Sølv                                            | Bronze                                          | Totalt                                          | Rang                                            |
| 1960 Rom                                        | 0                                               | 0                                               | 0                                               | 0                                               | –                                               |
| 1964 Tokyo                                      | Deltog ikke                                     | Deltog ikke                                     | Deltog ikke                                     | Deltog ikke                                     | Deltog ikke                                     |
| 1968 Mexico City                                | 0                                               | 0                                               | 0                                               | 0                                               | –                                               |
| 1972 München                                    | 0                                               | 0                                               | 0                                               | 0                                               | –                                               |
| 1976 Montréal                                   | 0                                               | 0                                               | 0                                               | 0                                               | –                                               |
| 1980 Moskva                                     | Deltog ikke                                     | Deltog ikke                                     | Deltog ikke                                     | Deltog ikke                                     | Deltog ikke                                     |
| 1984 Los Angeles                                | 0                                               | 0                                               | 0                                               | 0                                               | –                                               |
| 1988 Seoul                                      | 1                                               | 0                                               | 0                                               | 1                                               | 29                                              |
| 1992 Barcelona                                  | 0                                               | 0                                               | 1                                               | 1                                               | 54                                              |
| 1996 Atlanta                                    | 0                                               | 0                                               | 0                                               | 0                                               | –                                               |
| 2000 Sydney                                     | 0                                               | 0                                               | 0                                               | 0                                               | –                                               |
| 2004 Athen                                      | 0                                               | 0                                               | 0                                               | 0                                               | –                                               |
| 2008 Beijing                                    | 0                                               | 0                                               | 0                                               | 0                                               | –                                               |
| 2012 London                                     | 0                                               | 0                                               | 0                                               | 0                                               | –                                               |
| 2016 Rio de Janeiro                             | 0                                               | 0                                               | 0                                               | 0                                               | –                                               |
| 2020 Tokyo                                      |                                                 |                                                 |                                                 |                                                 |                                                 |